# Jack Wilson (roer)
John Hyrne Tucker "Jack" Wilson (17. september 1914 - 16. februar 1997) var en engelsk roer og olympisk guldvinder.
Laurie vandt guld for Storbritannien i toer uden styrmand ved OL 1948 i London, som makker til Ran Laurie. I finalen vandt briterne guld foran schweizerne Hans og Josef Kalt, der fik sølv, mens Felice Fanetti og Bruno Boni fra Italien tog bronzemedaljerne.

## OL-medaljer
- 1948:  Guld i toer uden styrmand